# Девос, Леон
Леон Девос (нидерл. Léon Devos; 17 января 1896,  коммуна Ардойе, провинция Западная Фландрия, Бельгия — 23 апреля 1958,  коммуна Ардойе, провинция Западная Фландрия, Бельгия) — бельгийский профессиональный шоссейный велогонщик в 1919-1927 годах. Победитель классических однодневных велогонок Льеж — Бастонь — Льеж (1919), Тур Фландрии (1922), однодневной велогонки Чемпионат Фландрии (1924).

## Достижения
1919
1-й Льеж — Бастонь — Льеж
2-й Чемпионат Фландрии
1920
6-й Льеж — Бастонь — Льеж
1922
1-й Тур Фландрии
1923
5-й Льеж — Бастонь — Льеж
1924
1-й Чемпионат Фландрии
1-й De Drie Zustersteden
8-й Льеж — Бастонь — Льеж
1927
2-й GP Pascuas
3-й Circuit de la Vienne

## Статистика выступлений

### Гранд-туры
| Гранд-тур      | 1926 |
| -------------- | ---- |
| Джиро д’Италия | —    |
| Тур де Франс   | 25   |

| — | Не участвовал |